# Gubbträskbäckens naturreservat
Gubbträskbäckens naturreservat är ett naturreservat i Lycksele kommun i Västerbottens län.
Området är naturskyddat sedan 2022 och är 234 hektar stort. Reservatet ligger öster om Långbäcken och består av en bäck, våtmarker i form av myrar och sumpskog; det finns även granskog.